# 汪皇后
汪皇后（1427年—1506年），明景帝朱祁钰废后，顺天人。

## 生平
汪氏早年生平没有记载。正统十年（1445年），汪氏受册为郕王妃。正统十四年（1449年）秋，明英宗朱祁镇因土木堡之变被俘，郕王朱祁钰登基为明景帝，册汪妃为皇后。汪皇后先后生下两个女兒，沒有生下儿子。
汪皇后性格刚毅偏执，心怀仁德，見京师诸死事及老弱遇害者暴尸荒野之时，心怀不忍，令官校掩埋安葬。景泰二年（1451年）正月，汪皇后还发出懿旨，过问度僧事宜。景泰三年（1452年），明景帝欲废原太子(英宗长子朱见深）改立儿子朱见济（杭妃所生）为太子，汪皇后竭力反对触怒明景帝，因此被廢，后立杭妃为皇后。
景泰八年（1457年）一月，明景帝病重，奪門之變後，英宗复位，降明景帝为郕王，汪氏复称郕王妃。天順元年（1457年），郕王逝世后，英宗让其后宫嫔妃殉葬。当论及汪氏殉葬與否時，李贤不赞同，以汪氏已废且幽禁深宫，况两女年幼，應不予殉葬。朱见深复立为太子后，知道汪氏當年支持繼續以他為太子，因而對汪氏相當孝敬，亦上言于英宗。经英宗同意，汪氏得以活命，从宫中迁至郕王府。昔日英宗被俘后，钱皇后在宫日夜为丈夫奔忙忧劳，汪皇后也时常安慰她，慰恤有如妯娌。及至出宫，在钱皇后的照顾下，汪氏得以將所有私產和服侍她的宮女太監都帶出宮中。汪氏在外府斋素事佛。每至岁时令节，孙太后与钱皇后必召汪氏入宫中饮宴，叙家人礼。一天，明英宗想起自己的一件玉玲珑来，问太监刘桓，对曰被汪氏拿去，命内官去拿回来。内官再三索取，汪氏皆对曰“无有”。其左右劝汪氏归还玉玲珑，汪氏称：“是实有之，但景帝虽废，亦尝为天子七年，一腰系，何不可消受，乃迫取耶。且景之天下尚归之上，何有此数片玉。当上索时，吾实怒而投之井矣。”明英宗不快。后又有太监称汪氏出宫时，所携甚多，英宗命人没收她从皇宫带走的全部财物，得银二十万两，他物称是。
宪宗即位后，因昔日汪氏曾保护自己，对其厚礼优待。汪氏二女稍长，随其母亲斋素，并矢志不下嫁。宪宗强之，始嫁其一女于王宪。汪氏父亲汪瑛先封为都督，于天顺改元之后降为兵马指挥使，然而随亦进为锦衣佥事，终后之世皆无恙。
正德元年（1506年）十二月，汪氏薨逝，终年80岁。帝臣议祭葬礼。大学士王鏊建议道：「以妃嬪之禮入葬，祭祀以皇后之禮。」遂合葬汪氏于金山的景泰陵。正德二年（1507年），明武宗上尊谥曰「贞惠安和景皇后」。南明弘光帝即位，改上諡號「孝淵肅懿貞惠安和輔天恭聖景皇后」。

## 子女
- 固安公主
- 二公主（修行未嫁）

## 延伸阅读
[在维基数据编辑]
 《明史卷一百一十三》，出自《明史》

## 衍生形象
電視劇
| 年份 | 劇名            | 演員 | 剧中称谓                  |
| ---- | --------------- | ---- | ------------------------- |
| 2014 | 《女醫·明妃傳》 | 金晨 | 安和郡主→郕王妃→皇后→廢后 |